# 漫威星際異攻隊
《漫威星際異攻隊》是由Eidos蒙特婁開發並由史克威爾艾尼克斯歐洲發行的動作冒險遊戲。該遊戲基於漫威漫畫的星際異攻隊漫畫系列，於2021年10月26日在Microsoft Windows、任天堂Switch、PlayStation 4、PlayStation 5、Xbox One和Xbox Series X/S上發佈。

## 玩法
在《漫威星際異攻隊》中，玩家從第三人稱視角控制彼得·奎爾/星爵。玩家可以利用星爵的元素爆能槍打敗敵人，並使用他的噴射靴在空中飛行。團隊中的其他成員（包括葛摩菈、火箭浣熊、格魯特和德克斯）由人工智慧控制，因此無法直接操控，但玩家可以在戰鬥中向他們發出命令。每個角色都有自己獨特的技能和能力，可以連結在一起造成更多傷害。

## 概要
《漫威星際異攻隊》的故事發生在一場大規模星際戰爭的幾年後，整個銀河系到處還殘留着這場戰爭的傷疤，而且仍然在處理其那些毀滅性的後果。其中有意利用這種現況，並希望在銀河系一邊冒險漫遊一邊大賺一筆外快的人，就包括了一班名為星際異攻隊的雇傭兵。團隊由彼得·奎爾/星爵領導，成員包括刺客葛摩菈、武器專家暨發明家火箭浣熊、火箭的忠實夥伴格魯特以及傳奇戰士毀滅者德克斯。然而，在試圖詐騙一位富有的收藏家、塞克諾弗九號星女王—赫爾本德女士時，其中兩名團隊成員進行了一場看似無害的小賭局，無意中卻引發了一場小事故並迅速演變成一連串的災難性事件，甚至進而威脅到脆弱宇宙的安寧，要挽回一切只能靠團隊自己負起責任善後，把威脅消除。

## 開發
《漫威星際異攻隊》由駭客入侵系列開發商Eidos蒙特婁開發。星爵被選為遊戲的主角，因為他是星際異攻隊的「人心」，也是Eidos蒙特婁最認同的成員。團隊決定不添加多人電子遊戲模式，因為他們覺得星際異攻隊是一群豐富多彩的個性的團隊，透過將星爵定位在大多數社交互動的核心，玩家可以讓這些不可預測的角色對星爵的選擇做出反應來體驗更佳的團隊動態。雖然星爵是團隊的領導者，但其他角色可能會不同意他的決定並自行做出選擇，玩家也需要對其他角色的決定做出反應。 團隊認為，這可以進一步突出星際異攻隊其餘成員的個性和性格。該系統的靈感來自現實世界的團隊合作，人們必須相互工作，談判和討價還價。駭客入侵系列是遊戲戰役的主要靈感來源，因為玩家的決定將具有影響力，並導致不同的結果。遊戲基於Dawn引擎，該引擎之前在《駭客入侵：人類岐裂》中使用過。

## 評價
根據評論匯總網站Metacritic的說法，《漫威星際異攻隊》獲得了「普遍好評」。它是英國第二暢銷的盒裝遊戲，僅次於《FIFA 22》。

### 獎項與榮譽
| 年           | 獎項                         | 類別                                      | 結果   | 評審          |
| ------------ | ---------------------------- | ----------------------------------------- | ------ | ------------- |
| 2021         |                              |                                           |        |               |
| 遊戲大獎2021 | 最佳敘事                     | 獲獎                                      | [ 25 ] |               |
| 遊戲大獎2021 | 最佳音樂                     | 提名                                      | [ 25 ] |               |
| 遊戲大獎2021 | 最佳輔助功能創新             | 提名                                      | [ 25 ] |               |
| 遊戲大獎2021 | 最佳動作冒險遊戲             | 提名                                      | [ 25 ] |               |
| 2022         | Steam大獎                    | 「最佳音軌」獎                            | 獲獎   | [ 26 ]        |
| 2022         | 第25屆D.I.C.E.大獎           | 年度冒險遊戲                              | 獲獎   | [ 27 ]        |
| 2022         | 第25屆D.I.C.E.大獎           | 傑出故事                                  | 獲獎   | [ 27 ]        |
| 2022         | 第22屆遊戲開發者選擇獎       | 最佳音訊                                  | 提名   | [ 28 ]        |
| 2022         | 第22屆遊戲開發者選擇獎       | 最佳敘事                                  | 提名   | [ 28 ]        |
| 2022         | 第18屆英國電影和電視藝術學院 | 音訊成就                                  | 提名   | [ 29 ] [ 30 ] |
| 2022         | 第18屆英國電影和電視藝術學院 | 敘事                                      | 提名   | [ 29 ] [ 30 ] |
| 2022         | 第18屆英國電影和電視藝術學院 | 主角（喬恩·邁凱倫 飾 彼得·奎爾/星爵）     | 提名   | [ 29 ] [ 30 ] |
| 2022         | 第18屆英國電影和電視藝術學院 | 配角演員（傑森·卡瓦利埃 飾 毀滅者德克斯） | 提名   | [ 29 ] [ 30 ] |
| 2022         | 第18屆英國電影和電視藝術學院 | 配角表演者（亞歷克斯·韋納 飾 火箭浣熊）   | 提名   | [ 29 ] [ 30 ] |